# Halogénure d'argent

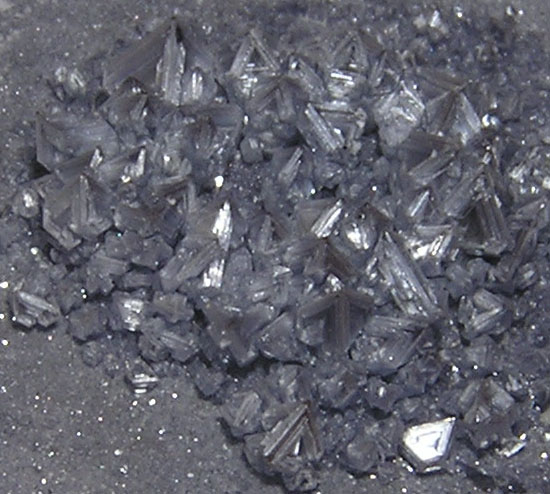
Cristaux d'halogénure d'argent

Un halogénure d'argent est l'un des composés que l'argent forme avec un halogène – le bromure d'argent (AgBr), le chlorure d'argent (AgCl), l'iodure d'argent (AgI), et trois formes de fluorure d'argent. En tant que groupe, ils sont généralement appelés les halogénures d'argent, et notés AgX. Bien que la plupart des halogénures d'argent impliquent des atomes d'argent à l'état d'oxydation +I, on connaît des halogénures d'argent où l'argent se trouve à l'état d'oxydation +II, dont le seul stable est le difluorure d'argent AgF2.

## Applications

### Sensibilité à la lumière
Les halogénures d'argent sont utilisés dans les films et papiers photographiques (argentiques), y compris pour les arts graphiques, où les cristaux d'halogénures d'argent dans une gélatine sont déposés sur un substrat de base, film, verre ou papier (procédé gélatino-argentique). La gélatine est une composante essentielle de l'émulsion, en tant que colloïde aux propriétés physico-chimiques appropriées.
Les halogénures d'argent sont aussi utilisés dans les verres minéraux photochromiques.